# Edward Loos
Edward Maria Wivine Loos (Sint-Truiden, 16 augustus 1906 – aldaar, 23 januari 1968) was een Belgisch componist, muziekpedagoog, dirigent, beiaardier en organist.

## Levensloop
Loos kreeg zijn eerste muziek- en orgelles van zijn vader, die toen organist was aan alle kerken in Sint-Truiden. Vanaf 1921 studeerde hij aan de Limburgse orgelschool in Hasselt, waar toen Arthur Meulemans directeur was. Een jaar tevoren was hij een opleiding als diamantslijper begonnen. Omdat hij regelmatig zijn vader als organist verving kreeg hij al in 1918 een eerste aanstelling als organist aan de Sint Gangulfuskerk in Sint-Truiden en in 1920 van de Pater Redemptoristen te Stenaart. In 1925 werd hij eveneens organist van de Onze-Lieve-Vrouwekerk (Sint-Truiden). In deze functie verbleef hij gedurende 30 jaar en was daarnaast ook dirigent van het Gregoriuskoor (vanaf 1930). Vanaf 1932 studeerde hij bij Jef Denyn, Staf Nees en Jef Van Hoof aan de Koninklijke Beiaardschool in Mechelen en behaalde zijn diploma in 1935. In hetzelfde jaar kreeg hij een studiebeurs van de kardinaal Mercier stichting. Hij was eveneens gekend als een begenadigd improvisator aan de orgel.
Voortaan ging zijn interesse steeds meer uit naar de compositie. Hij werd eveneens muziekleraar (1942) en organist (1945) aan het Kleinseminarie (nu: Katholieke Centrumscholen Sint-Truiden (KCST)) in het gebouw van de Abdij van Sint-Trudo. Verder was hij vanaf 1947 muziekleraar voor piano en samenzang aan de Stedelijke muziekacademie. Hij was aanvankelijk hulpbeiaardier aan het belfort Sint-Truiden als vervanger van Anatole Van Asche, maar werd in 1958 stadsbeiaardier van Sint-Truiden. Als stadsbeiaardier van Sint-Truiden werd hij opgevolgd door Noël Reynders-Jammaers.
Van 1951 tot 1961 fungeerde hij als technisch directeur van de Limburgse orgelschool. Een bepaalde tijd was hij muziekrecensent van het dagblad De Nieuwe Gids.
Zonder zijn beiaardmuziek heeft hij meer dan 300 werken op zijn naam staan. Loos verkreeg meerdere onderscheidingen voor zijn composities. Zijn werk voor beiaard Variaties voor beiaard op het Oud-Nederlands volkslied "Pierlala" werd bekroond tijdens een compositiewedstrijd door de Koninklijke Beiaardschool. Ook zijn Variaties voor beiaard over "Des Winters als het reghent" zijn bekroond met de Staf Neesprijs.

## Composities

### Werken voor harmonie- of fanfareorkest
- Dans

### Missen en andere kerkmuziek
- 11 missen, waaronder
- Missa in honorem Beatae Mariae Virginis a Fatima, voor 2 tenoren en bas en orgel, op. 14
- Te Deum

### Muziektheater

#### Toneelmuziek
- Lodewijk van Loon - tekst: J. Van Daele

### Vocale muziek

#### Werken voor koor
- De averulle en de blomme, voor gemengd koor - tekst: Guido Gezelle
- De avond komt zo stil, voor gemengd koor - tekst: Guido Gezelle
- Ego Flos, voor gemengd koor - tekst: Guido Gezelle
- Hangt nen truisch, voor gemengd koor - tekst: Guido Gezelle
- Het schrijverke, voor gemengd koor - tekst: Guido Gezelle
- Kom e keer hier voor gemengd koor - tekst: Guido Gezelle
- O Maria die daar staat, voor gemengd koor - tekst: Guido Gezelle
- "'s Avonds, voor gemengd koor - tekst: Guido Gezelle
- "'t Meezeken voor gemengd koor - tekst: Guido Gezelle

#### Liederen
- Avondliedeken, voor zangstem en piano - tekst: Alice Nahon
- Lied, voor zangstem en piano - tekst: Felix Rutten
- De dappere kikkertjes, voor zangstem en piano - tekst: Gijsbert Wilhelmus Lovendaal
- Dit voetje en dat voetje, voor sopraan en piano - tekst: Guido Gezelle
- Het Vlaamse lied, voor zangstem en piano - tekst: Guido Gezelle
- Mijn Moederken, voor zangstem en piano - tekst: Guido Gezelle
- Mijn Vlaanderen - tekst: Guido Gezelle
- O blomme, voor zangstem en piano - tekst: Guido Gezelle
- O 't ruischen van het ranke riet, voor zangstem en piano - tekst: Guido Gezelle
- "'t Groeit een blomken", voor zangstem en piano - tekst: Guido Gezelle
- Van een Herderin, voor zangstem en piano - tekst: P. J. Heije
- Wiegelied, voor zangstem en piano - tekst: Maria Elisa Belpaire

### Werken voor orgel
- Vier stukken, voor groot orgel
  1. Preludium
  2. Fughetta
  3. Ballade van het Godslampje
  4. Meditatie
- Wijding I, 20 stukken voor orgel of harmonium, op. 12
- Wijding II, 20 stukken voor orgel of harmonium, op. 13
- Wijding III, 20 stukken voor orgel of harmonium

### Werken voor beiaard
- 1951 Sarabande en Rondo
- Meidans
- Suite op het thema "Daar ging ne pater"
- Variaties op het Oud-Nederlands volkslied "Pierlala"
- Variaties voor beiaard over "Des Winters als het reghent"